# 6603-as mellékút (Magyarország)
A 6603-as számú mellékút egy közel tíz kilométer hosszú, négy számjegyű országos közút Baranya vármegye székhelye, Pécs külterületein. A Mecsek közigazgatásilag Pécshez tartozó hegyei-völgyei között húzódik – összekapcsolva egyúttal a központból észak felé kivezető két útvonalat is –, a város szinte minden hegyvidéki kirándulóhelyét és látnivalóját érinti, megközelíti, vagy legalábbis segít annak elérésében.

## Nyomvonala

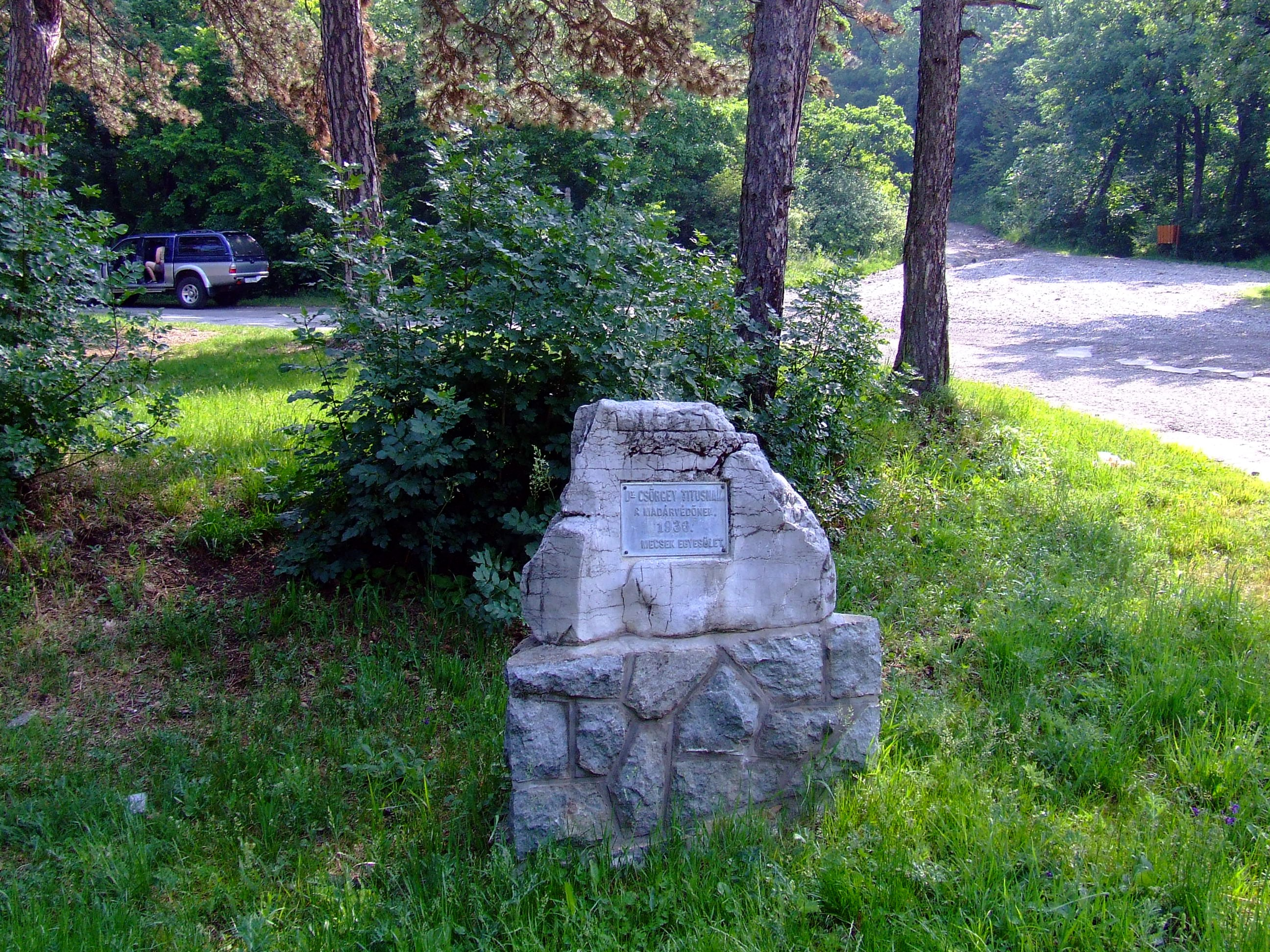
Csörgey Titusz emlékköve a mecseki Tubes közelében, a 6603-as út mentén

A 66-os főútból ágazik ki, annak 5,550-es kilométerszelvénye táján, nyugat felé, Árpádtetőnél. Útvonala során a terepviszonyokból adódóan sok kisebb irányváltása van, de azoktól eltekintve a fő iránya végig a nyugati irány marad. Első kilométerein Melegmányi út néven húzódik, a Melegmányi-völgy Természetvédelmi Területen. Nagyjából 2,9 kilométer után elhalad a 483 méter magas Lencs-parrag, más néven Boróka-tető mellett, majd a 6,4 kilométeres táv elérése előtt kevéssel kiágazik belőle délkelet felé a Tubes 611 méteres csúcsára vezető erdei út; ugyanott egy Honfoglalás-emlékmű és Csörgey Titusz emlékköve mellett is elhalad.
Kevéssel ezt követően, 6,5 kilométer után újabb elágazáshoz ér: itt dél felé kiágazok belőle a majdnem 6 kilométer hosszú 66 306-as út (Lapisi út) – ez előbb elhalad a Tubes és az 577 méter magas Kis-Tubes oldalában, érinti a 3,4 kilométerre fekvő pécsi állatkertet, majd onnan még továbbhalad az 534 méter magas Misina-tetőre és az ott álló pécsi tévétoronyhoz –;  az út pedig, a Lapisi-kereszt mellett elhaladva északnak fordul. Innen már a Remeteréti út nevet viseli, és mintegy három kilométernyi kanyargás után, eléri Remeterét kirándulóhelyet. Ott ér véget, Orfű határa közelében, de változatlanul pécsi területen, beletorkollva a 6604-es útba, annak majdnem pontosan a nyolcadik kilométerénél.
Teljes hossza, az országos közutak térképes nyilvántartását szolgáló kira.gov.hu adatbázisa szerint 9,420 kilométer.